# 웨일스 공녀 샬럿 (1796년)
웨일스 공녀 샬럿 오거스타(영어: Princess Charlotte Augusta of Wales, 1796년 1월 7일 ~ 1817년 11월 6일)는 영국의 국왕 조지 4세의 외동딸이다. 아버지가 웨일스 공일 때 태어났기 때문에, 웨일스의 샤를로테 아우구스타라고도 불린다.
1816년 훗날 벨기에의 왕이 되는 작센코부르크잘펠트 공자 레오폴트와 혼인하였으나, 다음 해 1817년 그녀는 남자아기를 사산한 이후 곧 세상을 떠났다. 그녀는 그전에도 두 번의 임신을 했었으나 두 번 다 유산했었다.